# Розумне падіння
Розумне падіння (Intelligent Falling) — пародія популярного серед американських євангелістів руху «розумного задуму», який ставить собі за мету добитися викладання креаціонізму в школах на рівній основі з еволюційною теорією.
«Концепція розумного падіння» доводить до абсурду аргументи євангелістів, переносячи їх в іншу галузь науки — теорію гравітації. Вона стверджує, що тіла падають виключно з волі вищого розуму. Зокрема наводяться такі докази
- Сучасна фізика в галузі гравітації не є внутрішньо несуперечливою. Зокрема, вона неспроможна створити квантову теорію гравітації, а, отже, теорія гравітації не є повною і до кінця зрозумілою для вчених. Тому, альтернативне твердження, що гравітація пояснюється розумною волею творця, має однакове право на існування й викладання в школах, щоб учні самі могли прийняти інформоване рішення.
- Сучасна теорія гравітації не може пояснити, яким чином літають ангели, як це показано, наприклад, на фресках Сікстинської капели Мікеланджело[1], що ще раз підтверджує її неповноту.
- Фізики не можуть створити єдину теорію поля, яка об'єднала б чотири відомі взаємодії (сильну, слабку, електромагнітну й гравітаційну), проте єдине пояснення на поверхні — розумна воля творця.
- Сучасна теорія гравітації «тільки теорія» (пародіюється твердження креаціоністів щодо теоретичного статусу еволюції).

## Походження
Концепція «розумного падіння» походить від сатиричної публікації 2002 року в Usenet. Однак аналогічні погляди на тяжіння існували дуже давно. Наприклад, першовідкривач закону всесвітнього тяжіння Ісаак Ньютон, вочевидь, був серед її адептів:
|  | На друге ваше запитання я відповідаю, що той рух, який здіснюють тепер планети, не міг бути викликаний виключно природною причиною, а був накладений розумною силою. Оригінальний текст (англ.) To your second query I answer that the motions which the planets now have could not spring from any natural cause alone but were impressed by an intelligent agent. |

Рух розумного падіння розвивається в основному в Інтернеті, проте у 2005 році статтю на цю тему опублікував американський сатиричний журнал «The Onion» (Цибулина).